# William Yarrell

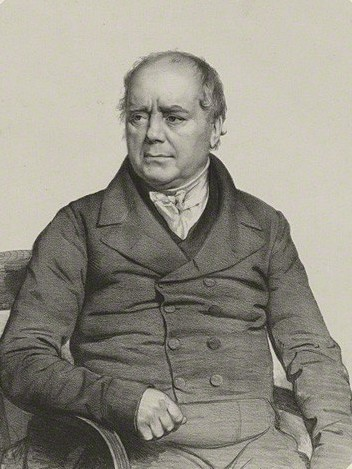
William Yarrell (1849)

William Yarrell (Westminster (Londen), 3 juni 1784 - Great Yarmouth, 1 september 1856) was een Brits zoöloog, schrijver, boekhandelaar en natuuronderzoeker, die door zijn tijdgenoten werd bewonderd om zijn nauwkeurige wetenschappelijke werk. 
Yarrell is vooral bekend als auteur van The History of British Fishes (2 delen, 1836) en A History of British Birds met 564 originele gravures (in 3 delen, eerste druk 1843, tweede druk 1845, derde druk 1856). De laatste ging in verschillende edities en was het standaard naslagwerk voor een generatie Britse ornithologen. Hij beschreef de fluitzwaan in 1830 en onderscheidde hem van de grotere wilde zwaan.

## Biografie
Yarrell werd geboren als zoon van krantenverkoper Francis Yarrell en zijn vrouw Sarah Blane. Zijn vader en oom hadden een krantenbureau en een boekwinkel. Hij studeerde aan de school van Dr. Nicholson in Ealing. Zijn vader overleed in 1794 en de Yarrells verhuisden de korte afstand naar Great Ryder Street, waar William de rest van zijn leven woonde. In 1802 werd hij klerk bij de bank Herries, Farquhar and Co. In 1803 sloten hij en zijn neef Edward Jones zich aan bij het bedrijf van zijn vader. Soms liet hij het bedrijf aan Jones' zorg over en ging hij naar het platteland om te vissen en te jagen. Hij verwierf de reputatie van de beste schutter en de beste visser in Londen en werd al snel een deskundige natuuronderzoeker. Hij stuurde veel vogelspecimens naar Thomas Bewick, die ze als houtsneden graveerde.

### Carrière
Hij werd lid van de Royal Institution in 1817. Zijn eerste publicatie, op 40-jarige leeftijd, was On the Occurrence of some Rare British Birds (1825). Dit werd gepubliceerd in de 2e jaargang van het Zoological Journal en later werd hij een van de redacteuren van dat tijdschrift. Hij werd in 1825 verkozen tot Fellow van de Linnean Society. Hij schreef in 1827 over de structuur van de luchtpijp van vogels en over veranderingen in het verenkleed bij fazanten. Hij correspondeerde en deelde exemplaren met andere natuuronderzoekers, waaronder Thomas Bewick (vanaf 1825), Sir William Jardine, Prideaux John Selby en Nicholas Aylward Vigors, evenals met de natuuronderzoeker Jonathan Couch uit Cornwall, die hem van veel exemplaren voorzag, vooral van vissen.
Yarrell was een van de oorspronkelijke leden van de Zoological Society of London. In 1833 was hij een van de oprichters van wat later de Royal Entomological Society of London werd. Hij werd door John James Audubon erkend als zowel een gewaardeerde vriend als voor de informatie en kostbare exemplaren van vogels en eieren, verzameld in de desolate streken van het uiterste noorden. Hij was vele jaren penningmeester van zowel de Entomological Society als de Linnean Society.

## Werken
De belangrijkste werken van Yarrell waren A History of British Fishes (1836) en A History of British Birds (1843), de laatste met dezelfde titel als het populaire boek van Thomas Bewick, gepubliceerd van 1797 tot 1804, maar met een andere reeks van gravures.
British Birds werd voor het eerst gepubliceerd in zevenendertig delen van elk drie bladen, met tussenpozen van twee maanden; het eerste deel werd uitgegeven in juli 1837 en het laatste in mei 1843. De bladen werden vervolgens verzameld in twee delen, met de toevoeging van veel gevallen van zeldzame vogels en van sommige die zelfs nieuw waren voor Groot-Brittannië. De extra vogels werden vermeld en kort beschreven in het voorwoord en de nieuwe onderwerpen zijn gegraveerd op enkele bladeren, zo gepagineerd, dat de boekbinder deze afzonderlijke bladeren kan invoegen tussen de vogels van het geslacht waartoe elk respectievelijk behoort.
British Birds werd geïllustreerd met tekeningen van Alexander Fussell. Yarrell bedankt hem voor bijna vijfhonderd tekeningen op hout die hier worden gebruikt. Yarrell bedankt ook John Thompson (1785-1866) en zijn zonen voor de zeer lange reeks gravures van de tekeningen, evenals zijn drukkers, de heren Bentley, Wilson en Fley.
Op het moment van de publicatie werd Yarrells Birds beschouwd als het beste werk over het onderwerp, zowel wetenschappelijk als artistiek, zoals opgemerkt door prof. Alfred Newton in zijn Prospectus bij de editie van 1871, waaruit Yarrells inleiding werd verwijderd samen met de namen van bijdragende kunstenaars onder leiding van Thompson. Beide boeken van Yarrell waren zo populair dat hun uitgever John van Voorst verklaarde dat de verkoop meer dan £ 4.000 bedroeg. Thomas R. Forbes schrijft in zijn biografische paper over Yarrell dat alle edities van Birds uitstekend zijn vanwege de duidelijke, verhalende stijl, nauwkeurigheid, zorgvuldige wetenschap en bescheiden charme van de auteur.
Yarrells laatste artikel On the Influence of the Sexual Organ in Modifying External Character (1856), beschreef een experiment dat de overtuiging weerlegde dat wanneer een hert geen gezonde testikel heeft, er geen gewei zal groeien aan die kant van het lichaam.

## Overlijden
Yarrell overleed in september 1856 op 72-jarige leeftijd tijdens een reis naar Great Yarmouth en een gedenkteken werd opgericht in St James's Church in Piccadilly. Hij werd begraven op het kerkhof van St Mary's in Bayford, Hertfordshire

## Naamgeving
Yarrell heeft een aantal soorten naar hem vernoemd, waaronder de vogels geelwangsijs (Carduelis yarrellii) en Chileense boself (Eulidia yarrellii) en de vis Chirolophis ascanii. De Britse ondersoort van de witte kwikstaart (Motacilla alba), de rouwkwikstaart (Motacilla alba yarrellii), werd ook naar hem vernoemd.